# Gasrique Abeliano
Gasrique (em armênio: Գազրիկ; romaniz.: Gazrik) foi um nobre armênio do século V da família Abeliano, ativo durante o reinado do xainxá Isdigerdes II (r. 438–457).

## Nome
O nome armênio Gasrique (Գազրիկ, Gazrik) tem origem incerta. Hračʻya Ačaṙyan propôs que, caso tenha origem iraniana, é uma construção armênia. Hrach Martirosyan afirmou que o sufixo -ik (-իկ) associa-se ao iraniano *-ika-, que era utilizado para construção de adjetivos e substantivos, bem como formava nomes de países. No armênio, em particular, esse sufixo era comumente empregado para formar diminutivos.

## Contexto

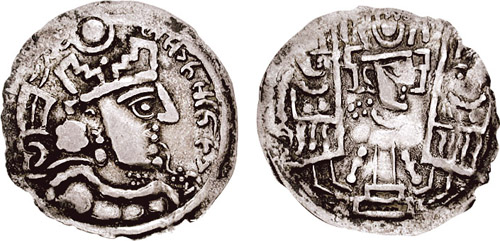
Dracma de r.

Em 428, os nacarares da Armênia peticionaram ao xainxá Vararanes V (r. 420–438) para que destronasse o rei Artaxias IV (r. 422–428) e abolisse a dinastia arsácida. Para governar o país, Vemir-Sapor foi nomeado como marzobã e Vaanes II foi designado à tenência real. Vemir-Sapor morreu em 442, após uma administração considerada justa e liberal, na qual conseguiu manter a ordem sem ferir o sentimento nacional de frente. Vasaces I substituiu-o como marzobã. Vararanes permitiu a manutenção do cristianismo, enquanto procurava acabar com a influência do Império Bizantino sobre a Igreja da Armênia ao anexá-la à Igreja do Oriente. Contudo, seu filho e sucessor, Isdigerdes II (r. 438–457), era um pietista masdeísta e se comprometeu a impor o masdeísmo na Armênia.

## Vida

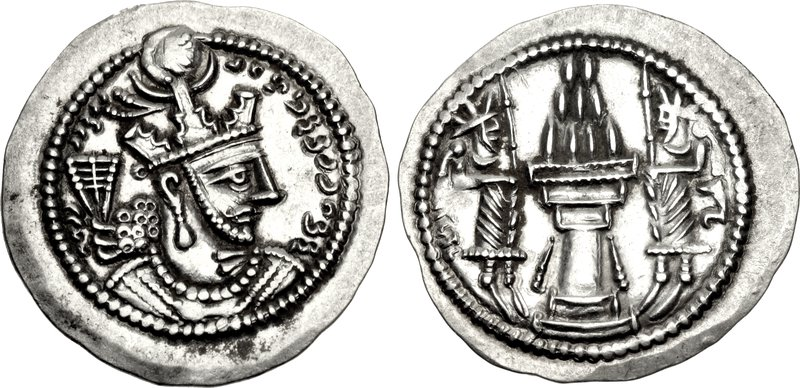
Dracma de r.

Gasrique foi membro da família Abeliano, mas sua parentela é desconhecida. Segundo Lázaro de Farpe, era tanuter de seu clã. Esteve presente no Concílio de Artaxata convocado pelo católico José I, o marzobã Vasaces Siuni, o asparapetes Vardanes II e o vitaxa da Marca da Ibéria Axuxa II. A intenção do encontro, ocorrido em 450 segundo Nicholas Adontz, era responder ao edito enviado por Mir-Narses, em nome de Isdigerdes, que exigia que a nobreza se convertesse ao zoroastrismo. No mesmo ano, o asparapetes Vardanes II decidiu migrar com sua família e séquito rumo ao Império Bizantino, pois ressentia a política religiosa repressiva de Isdigerdes. Incomodado com essa possibilidade, o marzobã Vasaces I convocou alguns nobres e clérigos, dentre eles Gasrique, para levarem uma carta sua a Vardanes com a intenção de convencê-lo a ficar.